# Thomas William Sadler
Thomas William Sadler (* 17. April 1831 nahe Russellville, Franklin County, Alabama; † 29. Oktober 1896 in Prattville, Autauga County, Alabama) war ein US-amerikanischer Rechtsanwalt und Politiker (Demokratische Partei).

## Werdegang
Thomas William Sadler zog 1833 mit seinen Eltern nach Jefferson County (Alabama). Dann zog er 1855 nach Autauga County, wo er Handelstätigkeiten nachging. Nach dem Ausbruch des Amerikanischen Bürgerkrieges verpflichtete er sich freiwillig in Konföderiertenarmee und diente in der Division unter dem Kommando von General Joseph Wheeler. Nach dem Krieg ging er landwirtschaftlichen Tätigkeiten nach. Ferner studierte er Jura, bekam 1867 seine Zulassung als Anwalt und fing dann in Prattville an zu praktizieren. Später war er zwischen 1875 und 1884 als County Superintendent of Education tätig. Sadler wurde in den 49. US-Kongress gewählt. Bei seinem Wiederwahlversuch in den 50. US-Kongress erlitt er eine Niederlage. Er war im US-Repräsentantenhaus vom 4. März 1885 bis zum 3. März 1887 tätig. Nach dem Ende seiner Amtszeit nahm er seine Tätigkeit als Anwalt wieder auf.
Sadler starb 1896 in Prattville (Alabama) und wurde dort auf dem Oak Hill Cemetery beigesetzt.